# شاهزاده اژدها
شاهزاده اژدها یک مجموعه تلویزیونی پویانمایی رایانه‌ای در ژانر فانتزی است که توسط آرون اگزاس و جاستین ریچموند برای نتفلیکس ساخته شده‌است.
اولین فصل در ۱۴ سپتامبر ۲۰۱۸ و فصل دوم در ۱۵ فوریه ۲۰۱۹ منتشر شد. فصل سوم نیز در ۲۲ نوامبر ۲۰۱۹ منتشر شد. یک بازی ویدئویی که در همان دنیایی که این سریال در حال ساخت است تنظیم شده‌است. تا سال 2024 این مجموعه پرطرفدار 7 فصل داشته‌است اما  احتمال می رود، نه تنها 7 فصل بلکه بیشتر هم ساخته شود

## داستان
داستان مجموعه در یک دنیای خیالی در قاره زِیدیا تنظیم شده‌است، که سرشار از جادویی است که از شش عنصر اولیه بدست آمده‌است: خورشید، ماه، ستاره‌ها، زمین، آسمان و اقیانوس.
قرن‌ها پیش اژدهایان، اِلف‌ها و انسان‌های زِیدیا در صلح زندگی می‌کردند. با این حال، انسان‌ها که قادر به استفاده از سحر و جادو به‌طور طبیعی نبودند، شروع به استفاده از جادوی سیاه کردند، این نوع جادو از ذات زندگی موجودات جادویی تولید می‌شود. در نتیجه استفاده از این جادو، آنها به سمت غرب رانده شدند و قارهٔ زادیا توسط رودخانه عظیمی از گدازه به دو قسمت تقسیم شد.
۱۲۰۰ سال بعد، پادشاه انسان‌ها هاروو از کاتولیس و مشاور او، جادوگر تاریک ویرن، پادشاه اژدها را به قتل رسانده و ظاهراً تخم وارث او را از بین برده‌اند. به عنوان انتقام، مأموران اِلف سعی می‌کنند هارو و وارث او را به قتل برسانند. اِزران، برادر ناتنی‌اش کالوم و مأمور ریلا متوجه می‌شوند که تخم اژدها نابود نشده‌است. آن‌ها تصمیم می‌گیرند تخم اژدها را به زِیدیا و نزد مادرش برگردانند تا از جنگ بین انسان و الف‌ها جلوگیری شود. ویرن پس از ترور هارو قدرت را به دست می‌گیرد و فرزندان خود، جادوگر کلودیا و سرباز سورن را برای کشتن شاهزاده‌ها و بدست آوردن تخم اژدها می‌فرستد. در پایان فصل اول، شاهزاده اژدها زیم از تخم در می‌آید.
در فصل دوم، ویرن تلاش می‌کند تا سایر پادشاهی‌های بشر را به جنگ با زِیدیا سوق دهد. او همچنین با آراووس، جادوگر اسرار آمیز و زندانی اِلف یک اتحاد مخفی برقرار می‌کند، کسی که می‌تواند از طریق یک آینه جادویی و به کمک جادوی سیاه ارتباط برقرار کند. در همین حال، کالوم اولین انسانی است که به‌طور مستقیم به جادوی اولیه دسترسی پیدا می‌کند و با عصاره آسمان ارتباط برقرار می‌کند. در پایان فصل دوم، ویرن به جرم خیانت و به خاطر استفاده غیرقانونی از مهر و موم هارو و سوء استفاده از قدرت خود در جادوی تاریک، به جرم خیانت زندانی می‌شود. اِزران از مرگ پدرش خبردار می‌شود و برای ادعای تاج و تخت به کاتولیس بازمی‌گردد.
در فصل سوم، اِزران از فشار به دست آوردن تاج‌وتخت و راه انداختن جنگ خسته می‌شود و تصمیم می‌گیرد تا همراه با کالوم و ریلا، زیم را به خانه خود، لانه طوفان بازگرداند. ویرن، که دوباره به قدرت بازگشته است، ارتش‌های انسان‌ها را علیه زادیا هدایت می‌کند، و جادوی سیاه بیشتری را با کمک آراووس به دست می‌آورد. سورن توان مقاومت در برابر اهداف شیطانی پدرش را ندارد. ارتش ویرن توسط الف‌ها و متحدین آنها شکست می‌خورد و ریلا قبل از اینکه ویرن بتواند جوهر جادویی زیم را به دست آورد، او را از قله اسپیر به پائین می‌اندازد، اما کلودیا او را با استفاده از جادوی سیاه زنده می‌کند.